# 臧坤
臧坤（1928年—2013年1月10日），男，山东五莲人，中华人民共和国政治人物。

## 生平
早年担任中共潍坊市委书记、昌潍地区行署副专员；1981年12月，任青岛市人民政府副市长；1983年4月，任市长；1986年5月任山东省人民检察院检察长。2013年1月去世。
有一女臧爱民，曾任中共青岛市委常委、市委统战部部长，副市长、市政府党组副书记，北京奥组委执委、青岛奥帆委常务副主席、党组副书记，青岛市红十字会会长等职。